# Exochus spilotus
Exochus spilotus là một loài tò vò trong họ Ichneumonidae.